# Premier Mandat
Albums de Diam's
Brut de femme
(2003)
Premier Mandat est le premier album de Diam's sorti le 17 février 1999, vendu à plus de 8 000 exemplaires.

## Titres
| 1.  | Intro (Feat Maïk Aka Whoopi)           | Diam's              | Black Mozart   | 2:14 |
| 2.  | Rien à foutre                          | Diam's              | R. & J. Fowler | 4:50 |
| 3.  | C’est toi qui m’gêne                   | Diam's              | Black Mozart   | 3:56 |
| 4.  | Diam’s c’est qui ?                     | Diam's              | R. & J. Fowler | 4:20 |
| 5.  | Royality (Feat DV alias Krhist)        | Diam's, S. Scranton | Black Mozart   | 4:30 |
| 6.  | Ordre de mission                       | Merton, Tcheuchoua  | Black Mozart   | 1:03 |
| 7.  | Premier mandat                         | Diam's              | P4             | 4:23 |
| 8.  | Tu t’imagines                          | Diam's              | Black Mozart   | 3:57 |
| 9.  | Jal-uzi                                | Diam's              | R. & J. Fowler | 3:11 |
| 10. | Rimer ou ramer                         | Diam's              | Black Mozart   | 2:52 |
| 11. | Çapulwak (Feat Heather B.)             | Diam's, H. Gardner  | Black Mozart   | 4:23 |
| 12. | Interlude                              | Les évadés          | Black Mozart   | 0:49 |
| 13. | Si je dois rester (Feat Vibes)         | Diam's, P. Gassion  | A.D.A.M.S.     | 3:52 |
| 14. | Le fléau                               | Diam's              | Black Mozart   | 3:53 |
| 15. | Banlieues du monde (Feat Sous-Scellés) | Diam's              | P4             | 4:35 |
| 16. | Eternel                                | Diam's              | Black Mozart   | 3:54 |
| 17. | Drôle de bizz (Feat Driver)            | Diam's, F. Dingong  | R. & J. Fowler | 3:53 |
| 18. | Outro (Feat Maïk Aka Whoopi)           | Diam's              | Black Mozart   | 0:49 |